# George Chanos
George James Chanos (agosto de 1958) es un abogado y político estadounidense. Fue el fiscal general del estado de Nevada, Estados Unidos. Fue nombrado por el gobernador Kenny Guinn el 26 de octubre de 2005 para completar el mandato de su predecesor, Brian Sandoval, quien se convirtió en juez del distrito federal. También creó un juego de mesa trivia moderadamente exitoso conocido como Notable Quotables el 28 de diciembre de 1990. Es miembro del Partido Republicano.